# Сенгірбай
Сенгірба́й (каз. Сеңгірбай) — село у складі Жамбильського району Жамбильської області Казахстану. Входить до складу Каракемерського сільського округу.
Населення — 74 особи (2021; 126 у 2009, 284 у 1999, 90 у 1989).